# کلادنتسی (استان دوبریچ)
کلادنتسی (به بلغاری: Kladentsi) یک منطقهٔ مسکونی در بلغارستان است که در شهرستان ترول واقع شده‌است.